# Suzy (piosenkarka)
Suzy, właśc. Susana Guerra (ur. 24 stycznia 1980 w Figueira da Foz) – portugalska piosenkarka. Reprezentantka Portugalii w 59. Konkursie Piosenki Eurowizji (2014).

## Życiorys
Kiedy miała pięć lat, zadebiutowała jako wokalistka na profesjonalnej scenie podczas koncertu w Cineteatro Caras Direitas w Buarcos. W dzieciństwie przeprowadziła się z rodzicami z Figueira da Foz do Lizbony, gdzie dołączyła do dziecięcego zespołu muzycznego Onda Choc, z którym koncertowała oraz gościnnie występowała w programach telewizyjnych. W święta bożonarodzeniowe w 1999 wystąpiła z duetem Anjos, z którym zaśpiewała utwór „Nesta noite branca”, który od tamtej pory często odtwarzany jest w okresie świątecznym w kraju.

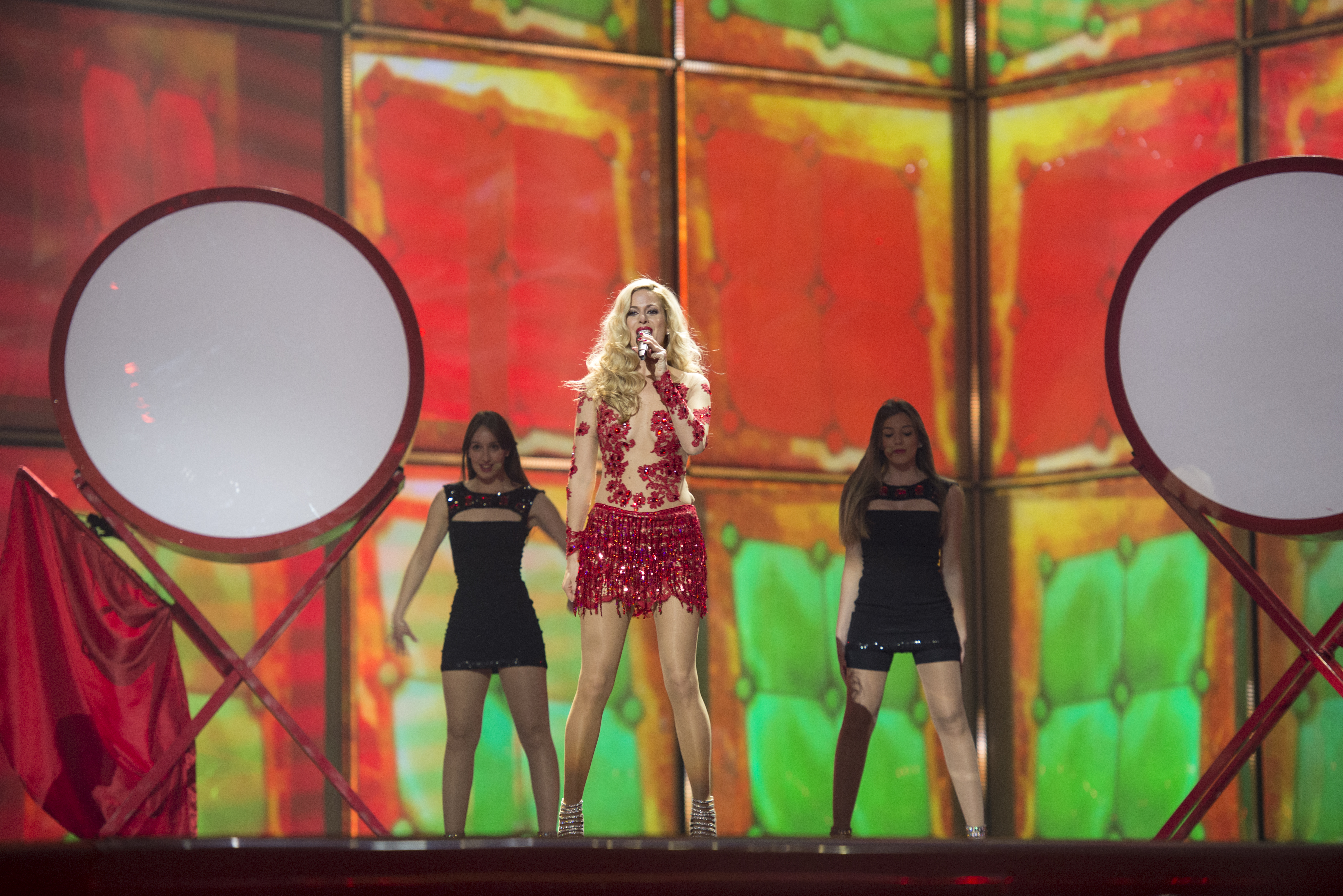
Suzy podczas 59. Konkursu Piosenki Eurowizji w Kopenhadze (2014)

W 2000 wydała debiutancki album studyjny pt. Vida, który nagrała we współpracy z João Portugal. W latach 2002–2003 wcielała się w rolę Sandy w lokalnej inscenizacji musicalu My Fair Lady w reż. Filipe La Ferii. Po ukończeniu studiów oraz pracy w teatrze przeprowadziła się do Kanady i Stanów Zjednoczonych. W grudniu 2009 powróciła do kraju, by rozpocząć występy w musicalu Alice e a Magia do Natal.  W 2010 we współpracy z duetem Kourosh Tazmini i Disimmon nagrała utwór „Candyland”, który znalazł się na składance pt. Summer Jam 2010. Niedługo później zdecydowała się na przerwę w karierze.
W 2014 przyjęła zaproszenie do zagrania kilku koncertów w Dubaju, w którym później zamieszkała. Podczas trasy poznała producenta Emanuela, który zaproponował jej współpracę i udział w programie Festival RTP da Canção 2014, do którego zgłosiła się z utworem „Quero ser tua”. Podczas finału otrzymała największe poparcie telewidzów, dzięki czemu zdobyła możliwość reprezentowania Portugalii w 59. Konkursie Piosenki Eurowizji. W maju wystąpiła w pierwszym półfinale konkursu i zajęła w nim 11. miejsce, tym samym nie zdobywając awansu do finału. W maju 2020 wystąpiła w projekcie Eurovision Home Concerts.

## Dyskografia
Albumy studyjne
- Vida (2000)